# Claudia Fontán
Claudia Fontán (* 4. Oktober 1966 in Hurlingham, Buenos Aires) ist eine argentinische Schauspielerin.

## Leben
Fontán spielt seit Jahren in verschiedenen argentinischen Fernsehserien. 2001 spielte sie in der argentinischen Tragikomödie Der Sohn der Braut des Regisseurs Juan José Campanella mit. In dem Film „Herr Figo – Auf der Suche nach dem verlorenen Zahn“ des Regisseurs Andrés G. Schaer aus dem Jahr 2008 spielte sie in der Hauptrolle der „Muriel Labecque“ eine Familienmutter und Musikerin.
Neben den Gewinn eines „Silver Condor“ 2002 für ihre Rolle in Der Sohn der Braut und dem Gewinn eines „Academy of Motion Picture Arts and Sciences of Argentina Awards“ im Jahr 2010 wurde sie für weitere Auszeichnungen nominiert. 2009 wurde sie für einen „Clarin Entertainment Award“ nominiert, sowie in den Jahren 2002, 2005 und 2006 mehrfach für einen „Premios Martín Fierro“.
Fontán lebte 15 Jahre mit dem Schauspieler Horacio Fontova zusammen.

## Filmografie (Auswahl)
- 1996: Autumn Sun (Sol de otoño)
- 2001: Der Sohn der Braut (El hijo de la novia)
- 2002–2004: Sweethearts (TV-Serie) (Son amores)
- 2003: Un día en el paraíso
- 2005–2008: Killer Women (TV-Serie) (Mujeres asesinas)
- 2006: You Are the One (TV-Serie)
- 2006: Vientos de agua (TV-Miniserie)
- 2008: Dead Birds (Pájaros muertos)
- 2008: Los exitosos Pells (TV-Serie)
- 2008: Herr Figo – Auf der Suche nach dem verlorenen Zahn (El ratón Pérez 2)
- 2010: Ciega a citas (TV-Serie)
- 2010: Just Like Me (Igualita a mi)
- 2011: Desmadre
- 2011–2012: Los únicos (TV-Serie)
- 2013: Only You (TV-Serie) (Solamente vos)
- 2017: Casi leyendas
- 2018: El amor menos pensado

## Auszeichnungen
- 2002: Argentine Film Critics Association, Silver Condor, in der Kategorie Best New Actress für ihre Rolle in Der Sohn der Braut
- 2010: Academy of Motion Picture Arts and Sciences of Argentina Awards, Best Supporting Actress für ihre Rolle in Just Like Me